# Sud-Ouest
 Sud-Ouest  é um jornal diário francês, o terceiro maior jornal regional na França em termos de circulação. Foi criado em Bordéus, em 29 de agosto de 1944 por Jacques Lemoine, como um sucessor do La Petite Gironde. Em 1949, foi lançada a sua edição de domingo, o Sud-Ouest Dimanche. O Sud-Ouest circula nos departamentos de Gironda, Charente, Charente-Maritime, Dordonha, Pirenéus Atlânticos, e o Lot e Garona.
Ele é de propriedade do Groupe Sud-Ouest, que foi dirigido por Jacques Lemoine de 1944 a 1968, e posteriormente por seu filho Jean-François Lemoine de 1968 a 2001. Desde fevereiro de 2008 o presidente do grupo é Pierre Jeantet. 80% do grupo pertence à família Lemoine, 10% aos jornalistas, e os restantes 10% para a equipe do jornal. A sua circulação é de cerca de 300.000 cópias.